# 高城淳一
高城 淳一（たかぎ じゅんいち、1925年1月20日 - 2011年8月18日）は、日本の俳優、声優。演出家。本名：依田 郁夫（よだ いくお）。妻は女優の西乃砂恵（再婚）。
大阪府大阪市出身。東京府立第三中学校卒業。日本大学芸術科（現：日本大学藝術学部）中退（戦況悪化のため）。

## 人物
1943年、劇団文芸劇場に入団。1945年に大学を中退した後、青年演劇集団に参加。1947年12月に劇団創造座に入団し、1949年12月まで所属、1950年6月、田中明夫、前沢迪雄、西乃砂恵、真木恭介、三島雅夫とともに劇団七曜会を設立に参画。1956年に劇団が分裂した後は七曜会の代表となり、演出家として活動も開始。1963年6月に七曜会を解散し、フリーランスで活動。七の会設立を経て、1965年8月、西乃砂恵、依田英助などとともに劇団現代人を設立。1967年、劇団統合により劇団新劇場の所属となり、1969年に退団してフリーになっている。その後は劇団東芸、太陽プロモーション、竹内事務所に所属していた。
テレビドラマにおける中間管理職役がハマリ役とされ、『事件記者』での浦瀬キャップ（ウラさん）役をはじめ、数々の刑事ドラマではレギュラーを務めた。また、時代劇でも数多くの悪役を務めた。
晩年は日本俳優連合の活動を通して、俳優の地位向上のために積極的に活動していた。
2011年8月18日午後2時56分、肺癌のため東京都中野区の病院で死去。86歳没。7月に体調を崩し、肺癌と診断され入院して治療に専念していた。
日大の同期には佐野浅夫がいた。
好きな作家は村上龍、ボーヴォワール。好きな俳優はジャン・ギャバン。
長女の柳谷あき子は藤沢市の市議会議員を3期務めた。

## 出演作品

### テレビドラマ
- 事件記者（1958年 - 1966年、NHK） - 浦瀬キャップ
- 第7の男（1964年10月、CX）
- 青年同心隊 第12話「若さでぶっとばせ」（1965年、TBS）- 仙波の勘蔵
- 特別機動捜査隊（NET / 東映）
  - 第199話「再会」（1965年） - 岡島
  - 第573話「老刑事と娘」（1972年） - 重盛
  - 第627話「17歳心中」（1973年） - 吉村
  - 第697話「輝く裸婦の画像」（1975年） - 浅間重吉
  - 第732話「捨て子の詩」（1975年） - 佐伯
  - 第744話「地獄を見た」（1976年） - 岩波勝夫
- ある勇気の記録（1966年 - 1967年、NET）
- 新吾十番勝負 第12話「狼谷の決斗」（1966年、TBS / 松竹テレビ室）- 箕作刑部
- 三匹の侍 第6シリーズ 第11話「あゝ武士道」（1968年、CX） - 大場七右衛門
- 銭形平次（CX / 東映）
  - 第130話「潮風の歌」（1968年） - 善兵ヱ
  - 第155話「誓いの匕首」（1969年） - 銀蔵
  - 第432話「悪の装い」（1974年） - 但馬屋
  - 第530話「風前の灯」（1976年） - 徳兵ヱ
- 無用ノ介（1969年、NTV / 国際放映）
  - 第5話「夕日と弓と無用ノ介」 - 菅野
  - 第9話「やってきた無用之介」 - 書き屋のジョー
- サインはV（1969年 - 1970年、TBS / 東宝） - レインボーの監督
- 素浪人 花山大吉 第60話「災難ひろうバカもいた」（1970年、NET / 東映） - 松島
- 火曜日の女シリーズ「恋の罠」（1970年、NTV / 東宝）
- ゴールドアイ 第2話「脱獄12時間」（1970年、NTV / 東映）
- 部長刑事（1970年 - 1973年、ABC） - 城部長刑事
- 大岡越前
  - 第1部 第7話「濡れぎぬ」（1970年） - 伊太八
  - 第5部（1978年）
    - 第2話「すり替えられた薬」 - 多紀玄斉
    - 第13話「消えた千両富くじ」 - 貞吉

  - 第6部 第28話「女掏摸が越前の娘」（1982年） - 子狐の紋次
  - 第9部 第14話「奉行に似ていた復讐鬼」（1986年） - 飯塚刑部
  - 第10部 第17話「夢で拾った因果な財布」(1988年）- 美濃屋
  - 第11部 第14話「お奉行様は用心棒」（1990年） - 丹波屋儀兵衛
  - 第12部 第7話「妖女が嗤う世継ぎの謎」（1991年） - 小野崎嘉右衛門
  - 第15部 第4話「鬼を生き返らせた名医」（1998年） - 松五郎
- 軍兵衛目安箱 第10話「鎧通しの錆」（1971年、NET / 東映） - 原与太夫
- 荒野の素浪人（NET / 三船プロ）
  - 第20話「怪奇 棺桶山の鬼面」（1972年）
  - 第56話「必殺 黒馬谷の対決」（1973年） - 増居外記
- 太陽にほえろ!（NTV / 東宝）
  - 第56話「その灯を消すな!」（1973年） - 畠中清
  - 第112話「テキサス刑事登場」（1974年） - 田崎巡査
  - 第216話「テキサスは死なず!」（1976年） - 村木甲造（村木製作所社長）
- 旅人 異三郎 第24話「渡世の義理に罠がしかけられた」（1973年、12ch / 三船プロ） - 富五郎
- 荒野の用心棒 第24話「女豹は白銀峡に吼えて…」（1973年、NET / 三船プロ） - 陣八
- 水滸伝 第8話「青州の妖精」（1973年、NTV / 国際放映） - 劉高
- 大江戸捜査網（12ch→TX / 三船プロ→ヴァンフィル）
  - 第25話「元禄ぐれん隊」（1971年） - 赤沢屋
  - 第68話「十手をすてた男」（1972年） - 金沢良衛
  - 第127話「恐怖の爆破作戦!」（1974年） - 左平次
  - 第140話「謎の連続誘拐事件」（1974年） - 根来伝吉
  - 第257話「殺しを呼ぶ賽の目」（1976年） - 伊豆屋
  - 第309話「暗躍! 幻の盗賊集団」（1977年） - 立原の用人
  - 第335話「隠密変化! 謎の女」（1978年） - 倉田大膳
  - 第404話「金塊の陰で泣く女」（1979年） - 秋山左近
  - 第418話「悪を撃つ謎のオランダ銃」（1979年） - 本庄土佐守
  - 第456話「娘魚屋五万石の涙」（1980年） - 堂伯
  - 第479話「死神に出会った色事師」（1981年） - 太田垣兵部
  - 第504話「盗賊紅蜘蛛の女」（1981年） - 梶間帯刀
  - 新 大江戸捜査網 第17話「初恋 飛脚別れ唄」（1984年） - 荒瀬将監
  - 平成版
    - 第1シリーズ 第2話「賽の目に泣く父娘の絆」（1990年） - 浜田屋
    - 第2シリーズ 第1話「五万両の謎 やわ肌いれずみ秘帳」（1991年） - 中田石翁
- 伝七捕物帳 （NTV）
  - 第29話「老母思いの泥棒兄弟」（1974年） - 佐倉屋
  - 第107話「裏通りの鼠たち」（1976年） - 伊勢屋金三郎
  - 第134話「お江戸に咲いた花嫁御寮」（1977年） - 伊勢屋
- 右門捕物帖 第18話「黒い炎」（1974年、NET / 東映）
- 子連れ狼 第2部 第21話「袖志の女」（1974年、NTV / ユニオン映画） - 勘斉
- 白い牙 第25話「復讐の炎」、第26話「復讐のフィナーレ」（1974年、NTV / 大映テレビ）
- おんな浮世絵・紅之介参る!（1974年 - 1975年、NTV / ユニオン映画） - 北山十兵衛
- 夜明けの刑事 第4話「手錠のままの駆け落ち」（1974年、TBS） - 久保社長
- 仮面ライダーアマゾン 第7話「とける! とける! 恐怖のヘビ獣人!?」（1974年、MBS / 東映） - 有馬精一郎
- 幡随院長兵衛 第20話「鉄火場の女」（1974年、MBS / 東宝） - 虎蔵
- 俺たちの勲章 第9話「重い拳銃」（1975年、NTV / 東宝） - 村田捜査課長（草津署）
- 非情のライセンス（NET / 東映）
  - 第2シリーズ
    - 第1話「兇悪のアリバイ」（1974年） - 木崎
    - 第31話「兇悪のプレゼント」（1975年） - 大木
    - 第62話「兇悪の超特急」（1975年） - 谷山
    - 第90話「兇悪の偽装工作」（1976年） - 深尾保

  - 第3シリーズ 第19話「兇悪の声紋・カーフェリー爆破3秒前!」（1980年） - 本部長
- 長崎犯科帳 第15話「花嫁替玉大作戦」（1975年、NTV / ユニオン映画） - 美濃屋仙造
- 剣と風と子守唄 第22話「鬼が惚れた鬼」（1975年、NTV / 三船プロ） - 青木主人
- 影同心シリーズ（MBS / 東映）
  - 影同心（1975年）
    - 第16話「もてた男の殺し節」 - 横田甚助
    - 第28話「わたしが愛した殺し節」 - 武蔵屋

  - 影同心II 第20話「罠に泣く女の黒髪」（1976年） - 殿村求馬
- 大河ドラマ（NHK）
  - 元禄太平記（1975年）
  - 峠の群像（1982年） - 藤井紋太夫
- 遠山の金さん 第1シリーズ（NET / 東映） 
  - 第11話「真昼の仮面を裁け!!」（1975年） - 松平伊豆守
  - 第33話「五色の手鞠を離すな!!」（1976年） - 喜十
  - 第53話「一両だけの青春」（1976年） - 永尾
- 破れ傘刀舟 悪人狩り （NET / 三船プロ）
  - 第73話「入れ墨の挽歌」（1976年） - 沢田忠順
  - 第88話「百年目の逃亡者」（1976年） - 榊主膳
  - 第102話「仏像を抱く女」（1976年） - 小田切主膳
  - 第120話「秘薬の謎をあばけ」（1977年） - 黒木主膳正
- 隠し目付参上 第10話「鬼も十八番茶も出花か」（1976年、MBS / 三船プロ） - 相模屋利兵衛
- ザ・カゲスター 第10話「フクロウ怪人 夜行大作戦!」（1976年、NET / 東映） - フクロウ怪人
- お耳役秘帳 第17話「お耳役狩り」（1976年、KTV / 歌舞伎座テレビ） - 堀田孫兵衛
- 人魚亭異聞 無法街の素浪人 第23話「さらばミスターの旦那」（1976年、NET / 三船プロ） - 本田泰造
- いろはの"い"（NTV / 東宝） - 東洋新聞社会部長
  - 第9話「人質」（1976年）
  - 第29話「鉄砲玉の唄」（1977年）
  - 第32話「訣別・わかれ」（1977年）
- 怪人二十面相 第9話「破れ! 変装の罠」（1977年、CX / 大映テレビ）
- 桃太郎侍（NTV / 東映）
  - 第25話「母子の夢を斬った鬼」（1977年） - 酒井備後
  - 第33話「のれん分け油地獄」（1977年） - 備前屋
  - 第52話「猿の代りに雉が来た」（1977年） - 水野肥前守
  - 第74話「フグの毒より怖い罠」（1978年） - 志村源次郎
  - 第83話「命を賭けた恩返し」、第88話「コロリと八つ手と鬼の面」、第91話「鳶が狙った鷹一羽」、第102話「さらば上方屋」（1978年） - 塚本三太夫
  - 第174話「お化け長屋のタヌキ騒動」（1980年）- 伊藤玄朴
  - 第201話「当るも八卦 当らぬも八卦」（1980年）- 山城屋徳兵衛
  - 第240話「桃太郎 命ぎりぎり」（1981年）- 田島左太夫
- 特捜最前線（ANB / 東映）
  - 第15話「目撃 ある人妻の証言」（1977年）
  - 第33話「虐殺・父に捧げる挽歌」（1977年）
  - 第160話「復讐I・悪魔がくれたバリコン爆弾!」、第161話「復讐II・5億円が舞い散るとき!」（1980年） - 細島刑事部長
  - 第436話「疑惑のXデー・爆破予告1010!」（1985年）
- 人形佐七捕物帳 第23話「障子を開けた不幸」（1977年、ANB / 東映） - 森田屋源蔵
- ナショナル劇場（TBS / C.A.L）
  - 水戸黄門
    - 第8部 第18話「黄門さまの土蔵破り -堺-」（1977年11月14日） - 伊蔵
    - 第12部 第19話「初春姫君替え玉騒動 -姫路-」（1982年1月4日） - 倉橋主水
    - 第13部
      - 第6話「おん宿割鍋にとじ蓋 -島田-」（1982年11月22日） - 高岩源八郎
      - 第12話「伊勢参り 娘初春七変化 -伊勢-」（1983年1月3日） - 本田孫三郎

    - 第15部（1985年）
      - 第9話「異国の姫は瓜二つ -長崎-」 - 西海屋
      - 第24話「女掏摸 弁天お京 -宮津-」 - 天野屋
      - 第39話「野望砕いた江戸城の対決 -江戸-」 - 高坂源太夫

    - 第16部（1986年）
      - 第3話「関所に巣喰う鬼退治 -箱根-」 - 牧田弥右衛門
      - 第26話「おてんば姫君七変化 -亀田-」 - 本庄屋

    - 第17部 第7話「お嬢様は女盗賊 -津-」（1987年10月12日） - 河原屋
    - 第18部  - 浦上助左衛門
      - 第2話「御老公爆殺指令! -佐倉-」（1988年9月19日）
      - 第17話「暗雲払う破邪の剣 -平戸-」（1989年1月9日）

    - 第20部
      - 第4話「偽黄門は正義の味方 -島田-」（1990年11月19日）- 草間弾正
      - 第12話「悪を糺す阿波踊り -徳島-」（1991年1月28日） - 頼母木修理
      - 第36話「因果が巡る銘刀宗近 -高田-」（1991年7月15日）- 倉橋内膳

    - 第21部（1992年）
      - 第6話「秘伝運んだ孫娘 -浜田-」 - 石見屋十兵衛
      - 第27話「父子で競う献上木曽塗り -奈良井-」 - 双見屋

    - 第22部（1993年）
      - 第1話、第10話「暗雲晴れた和歌山城 -和歌山-」 - 安藤陳武
      - 第33話「格さんの親友は脱藩者 -白河-」 - 磐城屋

    - 第23部
      - 第13話「姫様狙う悪の罠 -福井-」（1994年10月31日） - 日吉弥左衛門
      - 第30話「世直し剣が悪を斬る -今治-」（1995年3月6日） - 杉山作右衛門
      - 第38話「悪が群がる御用金 -甲府-」（1995年5月1日） - 八木沢内蔵助

    - 外伝 かげろう忍法帖 第9話「忍び文字の謎 -富山-」（1995年7月17日） - 沢井弥右衛門
    - 第24部 第9話「母を慕う馬子唄哀し -徳島-」（1995年11月13日） - 田宮内記
    - 第25部 第5話「陰謀砕く葛の糸 -掛川-」（1997年1月20日） - 鍋島屋
    - 第26部 第10話「陰謀砕く男の勇気 -延岡-」（1998年4月20日）- 金森仁左衛門
    - 第28部 第24話「恋した人は謎の隠密 -赤穂-」（2000年8月28日） - 大野九郎兵衛

  - 江戸を斬る
    - VII 第13話「藤の花の殺意」（1987年） - 吉兼屋与平
    - VIII（1994年）
      - 第9話「桜吹雪の大芝居」 - 海野武太夫
      - 第15話「穴から噂の大泥棒」 - 名張の彦六
- 大都会 PARTIII（1978年 - 1979年、NTV / 石原プロ） - 加川乙吉
- そば屋梅吉捕物帳 第5話「夜空に消えた父娘星」（1979年、12ch / 国際放映） - 泉州屋重兵衛
- 長七郎天下ご免! 第2話「誘拐! おさよ危機一髪」（1979年、ANB / 東映） - 大和屋藤蔵
- あさひが丘の大統領（1979年 - 1980年、NTV / ユニオン映画） - 竹内教頭
- 暴れん坊将軍シリーズ（ANB / 東映）
  - 吉宗評判記 暴れん坊将軍
    - 第7話「賽の河原に立つ男」（1978年） - 山形屋宗兵衛
    - 第86話「天下御免の大泥棒」（1979年） - 磯部勘解由
    - 第106話「将軍はんて何どすえ?」（1980年） - 牧野播磨
    - 第140話「天下御免のあばれ槍」（1980年） - 新田式部
    - 第166話「小鈴に誓った前髪剣法」（1981年） - 但馬屋源左衛門
    - 第206話「泣くな太郎吉! 男の子」（1982年） - 南部屋藤兵衛

  - 暴れん坊将軍II
    - 第30話「喧嘩纒は俺が振る!」（1983年） - 徳蔵
    - 第94話「男一匹! 喧嘩富士」（1985年） - 九鬼伊予守
    - 第123話「秘めた誓いの夢千両!」（1985年） - 松前屋伝兵衛
    - 第147話「つめたい春の夫婦花!」（1986年） - 柿枝左内
    - 第166話「夫婦飛脚の夢だより!」（1986年） - 坂部杢右衛門

  - 暴れん坊将軍III
    - 第19話「知らぬが仏の紙風船」（1988年） - 桝屋藤左衛門
    - 第40話「吉宗が怒った役人天国!」（1988年） - 大出織部正
    - 第58話「白狐が泣いた夫婦唄!」（1989年） - 西国屋忠兵衛
    - 第90話「花嫁の父は殺人者!?」（1989年） - 有馬右京大夫
    - 第125話「紅い国から来た殺人者!」（1990年） - 最上屋長兵衛

  - 暴れん坊将軍IV
    - 第11話「大岡越前、なみだの鉄拳!」（1991年） - 相模屋惣兵衛
    - 第44話「天下一の夢を売る男」（1992年） - 栄古堂総兵衛

  - 暴れん坊将軍V
    - 第13話「子連れ巡礼の逆襲」（1993年） - 伊豆屋吉兵衛
    - 第43話「天下を正した切腹訴状」（1994年） - 本多備中守

  - 暴れん坊将軍VI  第36話「鬼同心が泣いた夢」（1995年） - 吉田屋常蔵
- 必殺シリーズ（ABC / 松竹）
  - 必殺仕事人 第41話「織技重ね裏返し」（1980年） - 宗右ヱ門
  - 必殺仕切人 第15話「もしも珍発明展が開かれたら」（1984年） - 越後屋
  - 必殺仕事人V・旋風編 第2話「りつ、ハウスマヌカンになる」（1986年）- 聖古堂勘兵衛
- 探偵物語 第25話「ポリス番外地」（1980年、NTV / 東映ビデオ） - 緒方弁護士
- 特命刑事 第7話「逃亡地帯」（1980年、NTV / 東映） - 小松原良介
- 新五捕物帳（NTV / ユニオン映画）
  - 第113話「鈴哀し夢の故郷」（1980年）- 佐平次
  - 第174話「涙の宮参り」（1982年）- 般若の辰造
- 松本清張の駆ける男（1980年、ANB / 松竹）
- ザ・ハングマンシリーズ（ABC / 松竹芸能）
  - ザ・ハングマン
    - 第1話「七つの黒バラ」、第5話「死体を喰うマンション」（1980年） - 城北署デカ長
    - 第29話「爆発サイクリング」（1981年） - 葛城専務（ペガサス自転車）

  - ハングマンGOGO 第4話「Wのチ・ン・ピ・ラっぽいの好き」（1987年） - 清水巌（城西署捜査二係刑事）
- 天皇の料理番（1980年 - 1981年、TBS） - 松五郎
- 戦後史実録シリーズ 空白の900分 -国鉄総裁怪死事件-（1980年、NHK）
- 噂の刑事トミーとマツ 第1シリーズ 第54話「文句あっか?! アタシは空手三段よ」（1980年、TBS）
- 柳生あばれ旅 第14話「忍者が泣いた港町 -吉田-」（1981年、ANB / 東映） - 近江屋藤蔵
- 3年B組金八先生 第2シリーズ（1981年、TBS） - 上野社長
- 西部警察シリーズ（ANB / 石原プロ）
  - 西部警察 第66話「17年目の誘拐」（1981年） - 西村商事社長
  - 西部警察 PART-II（1982年 - 1983年） - 西部署捜査課係長・佐川勘一警部補
  - 西部警察 PART-III（1983年 - 1984年） - 西部署捜査課係長・佐川勘一警部補
- 火曜サスペンス劇場（NTV）
  - 球形の荒野（1981年、三船プロ） - 刑事
  - 九門法律相談所 第1作「離婚」（1993年）
- 幻之介世直し帖　第2話「はやぶさが助けたおしどり瓦版」（1981年、NTV / 国際放映） - 木曽屋
- 同心暁蘭之介 第40話「火祭り変化」（1982年、CX / 杉友プロ）
- 源九郎旅日記 葵の暴れん坊（ANB / 東映）
  - 第10話「つっぱり囃子の子守唄」（1982年） - 木曽屋作右衛門
  - 第37話「孤剣に賭けた越後の女」（1983年） - 春日屋宇兵衛
- 松平右近事件帳（NTV / ユニオン映画）第11話「結ぶえにしのわらべ唄」（1982年）-長田兵部
- ザ・サスペンス / ガラスの絆・人工受精殺人事件（1983年、TBS / 大映テレビ）
- 裸の大将放浪記（KTV / 東阪企画）
  - 第13話「ボクは富士山に登るので」（1983年） - 医師
  - 第44話「清とベンガラの花嫁」（1990年） - 吹屋小学校校長
- 黒革の手帖（1984年、TBS / 松竹）
- 流れ星佐吉 第2話「旗本退屈娘大見参!」（1984年、KTV / 松竹）
- ただいま絶好調! 第11話「真昼の決斗」（1985年、ANB / 石原プロ）
- 銭形平次 （1987年、NTV / ユニオン映画）
  - 第4話「結納の行方」
  - 第37話「宿場町、泣く女」
- あぶない刑事 第38話「独断」（1987年、NTV / セントラル・アーツ） - 原熊刑事
- 若大将天下ご免! 第25話「後家のつっぱり、命は要らぬ!」（1987年、ANB / 東映） - 土屋帯刀
- 三匹が斬る! 第9話「十手旅、義賊が吹いたシャボン玉」（1987年、ANB / 東映） - 越後屋忠兵衛
- 隠密・奥の細道 第7話「仇討無情女の涙」（1988年、TX / G・カンパニー）
- 名奉行 遠山の金さん（ANB / 東映）
  - 第1シリーズ 第3話「引裂かれた妻の夢」（1988年） - 森田屋助次郎
  - 第3シリーズ 第5話「罠に落ちた女の涙」（1990年） - 幸兵衛
  - 第3シリーズ 第15話「寛永寺炎上、危機一髪」（1990年） - 土井下総守
  - 第5シリーズ 第24話「馬と下郎と大福餅」（1993年） - 闇の鬼三郎
  - 第6シリーズ 第13話「覗かれた男装の女」（1994年） - 辰巳屋角右衛門
- 女ねずみ小僧 第6話「眠れぬ江戸の美女」（1989年、CX / C.A.L） - 近江屋重兵衛
- 八百八町夢日記（NTV / ユニオン映画）
  - 第1シリーズ
    - 第1話「娘たちを追って」（1989年） - 山形屋藤兵衛
    - 第30話「生き別れ、思いの糸」（1990年） - 加賀爪外記

  - 第2シリーズ 第28話「見破られた次郎吉」（1992年） - 伊勢屋藤兵衛
- 続・三匹が斬る! 第8話「消えた夫、無礼講祭りに来た女」（1989年、ANB / 東映）
- 白い巨塔（1990年、ANB） - 岩田重吉
- 雪の蛍（1991年、THK）
- はぐれ刑事純情派（ANB / 東映）
  - 第1シリーズ 第9話「十七才非行少女の叫び」（1988年） - 東誠興業社長
  - 第4シリーズ 第24話「女検事の恋ラブホテルで殺された少年」（1991年） ‐ 村瀬英三郎
  - 第10シリーズ 第17話「路上殺人! 子連れ再婚の女」（1997年）
- 月影兵庫あばれ旅 第2シリーズ 第3話「天中殺! 美人女房に迫る罠」（1990年、TX / 松竹） - 田中屋喜左衛門
- 将軍家光忍び旅（ANB / 東映）
  - 第1シリーズ 第21話「瞼の父、お蔦、涙の再会」（1991年） - 美濃屋総助
  - 第2シリーズ 第20話「情け無用、鉄火女の熊谷宿」（1993年） - 四海屋喜久造
- 銭形平次（CX） ※北大路欣也版
  - 第1シリーズ 第18話「ギヤマンの謎」（1991年） - 井筒屋
  - 第4シリーズ 第3話「呪われた女」（1994年） - 弥助
- 鬼平犯科帳 第3シリーズ 第5話「熊五郎の顔」（1992年） - 和泉屋治右衛門
- 闇を斬る!大江戸犯科帳 第10話「江戸城御金蔵を狙え!」（1993年、NTV / ユニオン映画） - 千田備前守
- 新・三匹が斬る! 第20話「越後路は、水燃え人燃え怨み節」（1993年、ANB / 東映） - 樋口民部
- 殿さま風来坊隠れ旅 第7話「あやしい街・乙女の涙」（1994年、ANB / 東映） - 田村和泉守
- 金田一少年の事件簿 第1シリーズ「秘宝島殺人事件」（1995年、NTV） - 岩田英作
- 御家人斬九郎 第2シリーズ 第9話「駆け込み」（1997年、CX / 映像京都） - 千坂忠左衛門
- 土曜ワイド劇場 / グルメ奥様とハイミス刑事の推理対決 第2作（1998年、ANB）
- 金曜エンタテイメント / 噂の女人情詐欺師 早苗とたまき・涙の事件簿 第2作（1998年、CX） - 金子院長 役

### 映画
- 事件記者シリーズ（日活）
  - 事件記者（1959年）
  - 事件記者 真昼の恐怖（1959年）
  - 事件記者 仮面の脅迫（1959年）
  - 事件記者 姿なき狙撃者（1959年）
  - 事件記者 影なき男（1959年）
  - 事件記者 時限爆弾（1960年）
  - 事件記者 狙われた十代（1960年）
  - 事件記者 拳銃貸します（1962年）
  - 事件記者 影なき侵入者（1962年）
- 赤坂の姉妹より 夜の肌 (1960年、東京映画)
- 花影（1961年、東宝）
- 夢がいっぱい暴れん坊（1962年、日活）
- 午前零時の出獄（1963年、日活）
- 青春とはなんだ（1965年、日活）
- 新・事件記者シリーズ（東京映画）
  - 新・事件記者 殺意の丘（1966年）
  - 新・事件記者 大都会の罠（1966年）
- ドレイ工場（1968年）
- 昭和やくざ系図 長崎の顔（1969年、日活）
- 戦後秘話 宝石略奪（1970年、東映）
- 斬り込み（1970年、日活）
- 戦争と人間 第二部 愛と悲しみの山河（1971年、日活）
- 華麗なる一族（1974年、東宝）
- 続 愛と誠（1975年、松竹）
- 金環蝕（1975年、東宝）
- 不毛地帯（1976年、東宝）
- 岸壁の母（1976年、東宝）
- あゝ野麦峠 新緑篇（1982年、東宝）
- ドン松五郎の生活（1986年、東宝）
- 異人たちとの夏（1988年、松竹）
- RAMPO（1994年、松竹）
- ゴト師株式会社スペシャル（1995年、パル企画）
- 女賭博師花吹雪お涼（1996年、パル企画）

### 吹き替え

#### 映画
- 偉大なるアンバーソン（ジャック〈レイ・コリンズ〉）※NHK版
- エクソシスト3（モーニング神父〈ニコール・ウィリアムソン〉）※フジテレビ版
- 黄金の指（ケイシー〈ウォルター・ピジョン〉）
- 眼下の敵（軍医）※NETテレビ版
- 恋のオリエント急行（アレックスの父〈ジョン・ギールグッド〉）
- キャロラインはだれ?（ポール〈ジョージ・グリザード〉）
- 殺人ブルドーザー（チャブ〈ネヴィル・ブランド〉）
- 新・ウィークエンド（ハリー〈ハル・ホルブルック〉）
- 素晴らしい風船旅行（祖父〈アンドレ・ジル〉）※NHK版
- 生活の悦び（父〈ガイ・キビー〉）※NHK版
- 大砂塵（オールド・トム〈ジョン・キャラダイン〉）
- 大学は花さかり（マードック教授〈エリック・バーガー〉）※NHK版
- 地球最後の日（〈ラリー・キーティング〉）※NHK版
- 翼よ! あれが巴里の灯だ（フランク・マホニー〈バートレット・ロビンソン〉）※NHK版
- デスペラード 荒野の逃亡者（キャンベル〈リチャード・ファーンズワース〉）
- 秘密殺人計画書（アンソニー〈ジョージ・C・スコット〉）
- 皆殺しのガンファイター（バーグ〈エドゥアルド・ファヤルド〉）
- 燃える平原児（バートン〈ジョン・マッキンタイア〉）※NET版

#### ドラマ
- ERX緊急救命室 #5 #6 #7（2006年、ホランダー〈ボブ・ニューハート〉）
- 宇宙大作戦 #7（レーマート船長）
- コンバット! #10（ジェンキンス軍曹〈アルバート・サルミ〉）
- 刑事コロンボ 美食の報酬（マックス・デュバル〈リチャード・ダイサート〉）
- ジェシカおばさんの事件簿 第5話「無人カーが追ってくる・リモコン殺人を設計した犯人は?」（イーサン〈クロード・エーキンス〉）
- シャーロック・ホームズの冒険 六つのナポレオン（ハーカー）
- スパイ大作戦
  - シーズン1 #15「暗殺者"レディキラー"」（スヴェリン〈ジョセフ・シローラ〉）
  - シーズン3 #9「巨頭会談」（ミロス・クーロー）
  - シーズン4 #1「暗号解読」（ニコール・ヤノス〈マイケル・コンスタンチン〉）
  - シーズン4 #23「空中のゲリラ」（コンスタンティン）
- 新・弁護士ペリー・メイスン「謎の銃声」
- 0011ナポレオン・ソロ 第13話（コーベル/ケン・マレイ）、第60話（チューニック）
- 大草原の小さな家
- タイムトンネル「最後のパトロール」（ホッチキス大尉〈マイケル・ペイト〉）
- 電撃スパイ作戦 #8（ヘミングス〈ロバート・アークハート〉）
- 逃亡者（#5 キャラウェイ船長〈ジョン・ラーキン〉、#104 ロビンソン巡査〈デイヴィッド・シャイナー〉）
- ミステリーゾーン 第134話「車は知っていた」（オリバー・ポープ〈エドワード・アンドリュース〉）
- ドーベルマン・ギャング III
- 弁護士ジャッド「聖なる陶酔」（シェレンバック〈ジョン・デーナー〉）
- なぜ、エヴァンズに頼まなかったのか?（ニコルソン医師〈エリック・ポーター〉）
- ルート66「過去をのがれて」（〈マイケル・レニー〉）

#### 人形劇
- サンダーバード（ウィルバー・ダンドリッジ三世）

### テレビアニメ
- 鉄腕アトム (アニメ第1作)（1963年） - ロボットP

### ラジオドラマ
- ルーテルアワー『この人を見よ』（日本ルーテル・アワー、ラジオ東京→TBSラジオ他）
  - 「山の温泉宿で」（1959年12月27日放送分）
  - 「山の宿」（1965年10月24日放送分）- 高田

- ゴルゴ13（1994年、ニッポン放送） - モシュ・ハルツ・マインベルク

### 舞台
- 人情喜劇 母の子守歌 （2005年、吉幾三特別公演、新宿コマ劇場）
- ひとり芝居「十三夜」（2007年、一葉お誕生日公演） - 演出